# Heteromeringia papuensis
Heteromeringia papuensis är en tvåvingeart som beskrevs av Mitsuhiro Sasakawa 1966. Heteromeringia papuensis ingår i släktet Heteromeringia och familjen träflugor. Inga underarter finns listade i Catalogue of Life.